# Hoàng Xuân Lãm
Hoàng Xuân Lãm (Huế, 10 ottobre 1928 – Davis, 2 maggio 2017) è stato un generale vietnamita dell'Esercito della Repubblica del Vietnam durante la Guerra del Vietnam.

## Biografia
Ad Hoàng Xuân Lãm fu data la responsabilità del 1º corpo della zona tattica nel 1967; in questa veste coordinò l'offensiva sudvietnamita conosciuta come Operazione Lam Son 719 che mirava a colpire il corridoio logistico nordvietnamita conosciuto come Sentiero di Ho Chi Minh situato nel sudest del Laos nel 1971.
Durante l'Assedio di Khe Sanh 1500 civili, 400 dei quali dell'etnia Bru, cercavano un rifugio. Lãm autorizzò l'evacuazione di 1100 vietnamiti. Ai Bru fu ordinato di restare, dato che Lãm insisteva nel fatto che non ci fosse più posto per altri rifugiati.
Per via delle sue connessioni politiche con il presidente Nguyễn Văn Thiệu, era al comando del 1º corpo dell'esercito sudvietnamita quando i nordvietnamiti lanciarono l'Offensiva di Pasqua nel 1972. Lãm fu richiamato a Saigon il 2 maggio 1972 da Thiệu che lo destituì dal suo comando, per via della sua scarsa idoneità e competenza come generale. Dopo questo episodio fu richiamato per svolgere una campagna anti-corruzione all'interno del ministero della difesa sudvietnamita.